# Danmil-myeon
Danmil-myeon (koreanska: 단밀면) är en socken i kommunen Uiseong-gun i provinsen Norra Gyeongsang i den centrala delen av Sydkorea, 180 km sydost om huvudstaden Seoul.